# Ceromacra cocala
Ceromacra cocala là một loài bướm đêm trong họ Noctuidae.